# Bactrocera diaphana
Bactrocera diaphana är en tvåvingeart som först beskrevs av Erich Martin Hering 1953.  Bactrocera diaphana ingår i släktet Bactrocera och familjen borrflugor. Inga underarter finns listade.